# Charlotte (Texas)
Charlotte è un centro abitato degli Stati Uniti d'America, situato nella contea di Atascosa dello Stato del Texas. Secondo il censimento effettuato nel 2010 abitavano nella città 1,715 persone. Fa parte della San Antonio Metropolitan Statistical Area. Il suo nome deriva da Charlotte Simmons, la figlia del Dr. Charles Simmons, che aiutò lo sviluppo di Atascosa County.

## Geografia fisica

### Territorio
Charlotte è situata a 28°51′38″N 98°42′27″W (28.860624, -98.707571). Dista 52 miglia (84 km) a sud dal centro di San Antonio. Secondo l'Ufficio del censimento degli Stati Uniti d'America la città ha un'area totale di 2.0 miglia quadrate (5.2 km²). È attraversata dalla State Highway 97 e dalla Farm Roads 140, 1548, e 1333.

### Clima
Il clima in questa zona è caratterizzato da estati calde e umide e inverni generalmente non troppo rigidi. Secondo la Classificazione dei climi di Köppen, Charlotte ha un clima subtropicale umido, abbreviato in "TUF" nelle mappe climatiche.

## Storia
Nel 1910 venne aperto il primo negozio. In seguito vennero costruiti una farmacia, un albergo, una ferramenta, e un fabbro.
La First Baptist Church è stata organizzata il 21 gennaio 1914.

## Società

### Evoluzione demografica

#### Censimento del 2000
| Anno       | Popolazione | ±%    |
| ---------- | ----------- | ----- |
| 1950       | 1,272       | Note: |
| 1960       | 1,465       | 15.2% |
| 1970       | 1,329       | −9.3% |
| 1980       | 1,443       | 8.6%  |
| 1990       | 1,475       | 2.2%  |
| 2000       | 1,637       | 11.0% |
| 2010       | 1,715       | 4.8%  |
| Stima 2015 | 1,815       | 5.8%  |

Secondo il censimento del 2000, c'erano 1,637 persone, 514 nuclei familiari e 401 famiglie residenti nella città. La densità di popolazione era di 823.4 persone per miglio quadrato (317.6/km²). C'erano 585 unità abitative a una densità media di 294.3 per miglio quadrato (113.5/km²). La composizione etnica della città era formata dal 64.94% di bianchi, lo 0.06% di afroamericani, l'1.65% di nativi americani, il 29.93% di altre razze, il 3.42% di due o più etnie. Ispanici o latinos di qualunque razza erano l'81.19% della popolazione.
C'erano 514 nuclei familiari di cui il 45.1% aveva figli di età inferiore ai 18 anni, il 54.3% erano coppie sposate conviventi, il 17.1% aveva un capofamiglia femmina senza marito, e il 21.8% erano non-famiglie. Il 18.7% di tutti i nuclei familiari erano individuali e il 10.5% aveva componenti con un'età di 65 anni o più che vivevano da soli. Il numero di componenti medio di un nucleo familiare era di 3.18 e quello di una famiglia era di 3.61.
La popolazione era composta dal 34.8% di persone sotto i 18 anni, il 10.2% di persone dai 18 ai 24 anni, il 27.4% di persone dai 25 ai 44 anni, il 18.0% di persone dai 45 ai 64 anni, e il 9.7% di persone di 65 anni o più. L'età media era di 30 anni. Per ogni 100 femmine c'erano 98.9 maschi. Per ogni 100 femmine dai 18 anni in su, c'erano 92.1 maschi.
Il reddito medio di un nucleo familiare era di 24,792 dollari, e quello di una famiglia era di 27,976 dollari. I maschi avevano un reddito medio di 24,375 dollari contro i 15,313 dollari delle femmine. Il reddito pro capite era di 9,769 dollari. Circa il 24.9% delle famiglie e il 30.0% della popolazione erano sotto la soglia di povertà, incluso il 35.1% di persone sotto i 18 anni e il 25.0% di persone di 65 anni o più.

## Cultura

### Istruzione
Charlotte è servita dalla Charlotte Independent School District, ed è sede dei Charlotte High School Trojans.